# Peruvian International Airways
Peruvian International Airways o simplemente PIA, como era conocida, fue la segunda línea aérea latinoamericana, que brindó servicios aéreos internacionales de itinerario uniendo América del Sur, América Central y América del Norte. Fue la primera línea aérea peruana que operó vuelos de itinerario entre ciudades de América. Su lema publicitario fue: "Peruvian International Airways, La Avenida Aérea de las Américas". 

## Historia
Peruvian International Airways operó el mercado de vuelos internacionales de América del Sur de 1947 a 1949, especialmente la costa oeste del sub continente. La empresa tuvo sus oficinas principales y sede en la ciudad de Lima.
Fue creada el 14 de enero de 1946, con un capital inicial de US$ 4 000 000, aportados por inversionistas del Perú, Canadá y Estados Unidos de América encabezados por C. M. Keys promotor principal de la Compañía de Aviación Faucett S.A.. La compañía inició sus vuelos el 14 de mayo de 1947; inicialmente operó con un avión Douglas DC-4 en la ruta Lima-Panamá-La Habana por el norte; luego, por el sur, la ruta Lima-Antofagasta-Santiago. Hacia mediados de 1947, las rutas hacia el norte fueron extendidas hasta Washington y Nueva York, logrando de esta manera unir el sur de Latinoamérica hasta Nueva York, ruta conocida en su época como "la avenida aérea de las Américas". Hacia octubre de ese año, si hizo un aumento de capital, que lo elevó a casi US$ 8 000 000.
R.E.G Davis en su libro Líneas aéreas de Latinoamérica desde 1919, dice al respecto:

"Muy entusiasmados, los accionistas aprobaron poco después, en el mes de octubre, el aumento del capital al doble poniendo así a la compañía en rumbo de pérdida, un clásico ejemplo de una aerolínea que quiso correr antes de haber aprendido a caminar..."

Menos de dos años después de su primer vuelo, el 9 de enero de 1949, Peruvian International Airways, dejó de operar a consecuencia de la fuerte competencia de Panagra, que comenzó a operar sus vuelos de itinerario con el nuevo Douglas DC-6, equipado con cabina presurizada y radar. Esta nave, se usó en los vuelos de Panagra Nueva York-Panamá-Lima-Santiago-Buenos Aires. Contribuyó también a la quiebra la presencia en el mercado latinoamericano, además de la falta de innovación tecnológica, la presencia de una nueva línea aérea operando en América del Sur: Braniff International, que operaba al igual que Panagra con costos más bajos que los de PIA.
Sin embargo, quedan datos estadísticos interesante de la Peruvian International Airways: fue la primera línea aérea en América en operar el radar en sus vuelos y fue un avión de la Peruvian International Airways en aterrizar un vuelo de línea en el Aeropuerto Internacional John F. Kennedy, en ese entonces denominado aeropuerto de Idlewild, el 9 de julio de 1948; el vuelo lo realizó el comandante Douglas Larsen en un avión C-54A que había partido de Lima.

## Flota histórica
La aerolínea peruana mantuvo durante los casi dos años que operó, un bien ganado prestigio internacional. El servicio siempre se llevó a cabo en modernos aviones de la época, con tripulaciones perfectamente entrenadas, ya que Peruvian International Airways., formaba a su propio personal en su escuela creada para tal fin. El avión que utilizó esta prestigiosa aerolínea peruana fue:
| Aeronaves    | Total | Introducido | Retirado | Matrículas                                                  |
| ------------ | ----- | ----------- | -------- | ----------------------------------------------------------- |
| Douglas DC-4 | 5     | 1947        | 1949     | OB-SAE-170, OB-SAA-170, OB-SAF-175, OB-SAC-172 y OB-SAB-171 |

### Douglas DC-4
Todas las compañías aéreas del Perú, usaron este tipo de avión que en casi dos décadas se convirtió en el avión de línea por excelencia de ellas. Las especificaciones técnicas del Douglas DC-4, eran:
- Motores: 4 Pratt & Whitney R-2000-7 de 1.350 HP.
- Velocidad máxima: 430 km/h
- Autonomía: 3200 km
- Techo de vuelo: 6700 m
- Tripulación: 3
- Pasajeros: 52
- Envergadura: 35,81 m
- Longitud: 28,60 m
- Peso máximo: 28.100 kg